# 20.º Ejército de Montaña (Alemania)
El Ejército Alemán en Laponia (en alemán: AOK Lappland) fue uno de los dos cuarteles generales del ejército que controlaba a las tropas alemanas en el extremo norte de Noruega y Finlandia durante la Segunda Guerra Mundial. Fue establecido en enero de 1942, y renombrado como el 20.º Ejército de Montaña (en alemán: 20. Gebirgsarmee) en junio de 1942. El 18 de diciembre de 1944, el 20.º Ejército de Montaña fue absorbido por el Ejército Alemán en Noruega.

## Comandantes

### Comandantes en Jefe
| n.º | Retrato | Comandante                                        | Asume el mando      | Abandona el cargo     | Tiempo            |
| --- | ------- | ------------------------------------------------- | ------------------- | --------------------- | ----------------- |
| 1   |         | Generaloberst Eduard Dietl (1890-1944)            | 14 de enero de 1942 | 23 de junio de 1944 † | 2 años y 161 días |
| 2   |         | Generaloberst Lothar Rendulic (1887-1971)         | 23 de junio de 1944 | 21 de enero de 1945   | 210 días          |
| 3   |         | General der Gebirgstruppe Franz Böhme (1885-1947) | 21 de enero de 1945 | 7 de mayo de 1945     | 106 días          |

### Jefes de Estado Mayor
- Generalleutnant Ferdinand Jodl (22 de junio de 1942 - 1 de marzo de 1944)
- Generalleutnant Hermann Hölter (1 de marzo de 1944 - 8 de mayo de 1945)

## Unidades
Abril de 1942
- 2.ª División de Montaña
- 6.ª División de Montaña
- 7.ª División de Montaña
- 163.ª División de Infantería
- 169.ª División de Infantería
- 210.ª División de Defensa Costera
- 6.ª División de Montaña SS Nord
- 3.ª División Finlandesa

Unidades de apoyo
- Panzer-Abteilung 211
- 741.º Batallón StuG
- 742.º Batallón StuG